# Arnošt Štáfl
Arnošt „Ára“ Štáfl (3. prosince 1909 Chotěboř – 7. února 2003 Havlíčkův Brod) byl český malíř a amatérský divadelník.

## Život a dílo
Narodil se 3. prosince 1909 v Chotěboři. V roce 1913 se rodina přestěhovala do Vídně a po vyhlášení samostatnosti republiky v roce 1918 se vrátila do tehdejšího Německého Brodu do chalupy k babičce.
V letech 1918–1938 bydlel spolu s matkou, sestrou a dvěma bratry v nyní „Štáflově chalupě“ v Havlíčkově Brodě. Změna prostředí a jazyka mu přinášela problémy, někdy i úsměvné.
Po měšťance vystudoval obchodní akademii v tehdejším Německém Brodě. Již od mládí se věnoval kresbě a malířství. Měl rád přírodu a divadlo. Při pobytu v Praze u svého přítele akademického architekta Antonína Bočka, který zde studoval, nevynechal jedinou výstavu obrazů.
V letech 1931–1934 studoval v Praze krajinářskou školu u akademického malíře profesora Jaroslava Kutmana. Po ukončení školy se dál vzdělával, odešel ze zaměstnání a věnoval se malbě krajiny. Podnikl studijní cesty na Podkarpatskou Rus (1935, 1936) a k moři do Chorvatska – Crikvenica (1933), Baška, ostrov Krk (1937). Ze zahraničních cest, ale i z Tater, Beskyd a hlavně z milované Vysočiny, získal řadu studií. Samostatné výstavy uspořádal v Německém, později Havlíčkově Brodě, Jihlavě, Polné a jinde.
Prostředí, ve kterém vyrůstal, formovalo jeho charakter, jeho obdiv a lásku k Vysočině. Nalezl svůj osobitý malířský výraz (věnoval se kresbě dřívkem, kolorované kresbě, olejomalbě, pastelu, špachtli, ex libris). Českomoravská vrchovina mu poskytla dosti námětů svými lesíky, polními cestami, osamělými stromy korunovanými mraky, tvarů často podivuhodných.
Obrazy Arnošta Štáfla jsou ve sbírkách v České republice, Německu, Izraeli, Austrálii, USA.
V Havlíčkově Brodě se v roce 1933 podílel na znovuobnovení činnosti loutkového divadla Junák (mj. maloval kulisy). V 50. letech 20. století zde spoluzaložil ochotnický divadelní spolek Pleas, ve kterém působil jako režisér a scénograf. Pro spolek také navrhoval divadelní kostýmy.
Arnošt Štáfl zemřel 7. února 2003 ve věku 93 let.

## Příbuzenstvo
Členové rodiny Štáflů ovlivňovali kulturní a společenské dění v Havlíčkově Brodě ve všech režimech. Starší bratranec Otakar Štáfl, který se také věnoval malířství, zahynul i s manželkou Vlastou Štáflovou při náletu na Prahu 14. února 1945.
Bratr Bedřich Štáfl je autorem „sochy“ kostry zrádného hlasatele Hnáta na městské radnici v Havlíčkově Brodě a dalších řezeb. Jako člen poválečného vedení Junáka byl odsouzen a odpykal si 14 let komunistického žaláře.
Bratr Evžen Štáfl skautské hnutí v Havlíčkově Brodě dokázal udržet ve všech, i nepřátelských režimech. Je nositelem nejvyšších skautských vyznamenání. Je uznávaným znalcem havlíčkobrodské historie.